# Łokomotyw Połtawa
Łokomotyw Połtawa (ukr. Футбольний клуб «Локомотив» Полтава, Futbolnyj Kłub "Łokomotyw" Połtawa) – ukraiński klub piłkarski z siedzibą w Połtawie.

## Historia
Chronologia nazw:
- 19??—19??: Łokomotyw Połtawa (ukr. «Локомотив» Полтава)

Piłkarska drużyna Łokomotyw została założona w Połtawie w XX wieku. W 1938 zespół startował w rozgrywkach Pucharu ZSRR. Potem występował w rozgrywkach mistrzostw i Pucharu obwodu połtawskiego, dopóki nie został rozwiązany. W 1953 startował w rozgrywkach Pucharu Ukraińskiej SRR, gdzie w finale został pokonany przez Torpedo Kirowohrad (1:3).

## Sukcesy
- Puchar ZSRR:

1/512 finału: 1938
- Puchar Ukraińskiej SRR:

finalista: 1953
- mistrzostwo obwodu połtawskiego:

mistrz (10x): 1949, 1950, 1953, 1954, 1957-1961, 1980
- Puchar obwodu połtawskiego:

zdobywca (11x): 1950-1954, 1957-1959, 1971, 1980, 1982